# ウィリー・ゴールト
ウィリー・ゴールト（Willie James Gault 1960年9月5日- ）は、ジョージア州グリフィン出身の元NFLのワイドレシーバーでオリンピック陸上競技の選手。NFLではシカゴ・ベアーズとロサンゼルス・レイダースで11年間プレイした。ベアーズ時代の第20回スーパーボウルでは優勝を果たしている。またアメリカなどがボイコットしたモスクワオリンピックのアメリカ合衆国オリンピック代表選手にも選ばれていた。現在は俳優として活動している。

## 大学及びオリンピック
テネシー大学ではアメリカンフットボールと陸上競技のスター選手だった。400メートルリレーの世界記録保持者で、1980年に行われるモスクワオリンピックのアメリカ合衆国代表に選ばれていた。アメリカンフットボールでは1982年にオールアメリカンのWRに選ばれた。NFL開幕直前の1983年8月にヘルシンキで行われた1983年世界陸上競技選手権大会では400メートルリレーにエミット・キング、ゴールト、カルヴィン・スミス、カール・ルイスの順で出場で金メダルを獲得した。また110メートルハードルでは銅メダルを獲得している。

## NFL時代
1983年のNFLドラフトでシカゴ・ベアーズに入団、1988年にロサンゼルス・レイダース（現ラスベガス・レイダース）移籍した。彼の最大の武器はそのスピードであり、ロングパスのターゲットとしてディフェンス選手に非常に警戒された。
第20回スーパーボウルではパスキャッチ4回で129ヤード、キックオフリターン4回で49ヤードを獲得した。
NFL11年間のキャリアで333回のレシーブ、6,635ヤードを獲得、パントリターン9回で60ヤード、ラッシング獲得154ヤード、45回のキックオフリターンで1,088ヤードを獲得した。タッチダウンは45回でそのうちパスレシーブで44回、残り1回はキックオフリターンだった。

## アスリートとしての引退後
1990年代初めに引退してから、彼はハリウッドで俳優として活動している。NBCのテレビシリーズ、プレテンダーに出演、Ned's Declassified School Survival Guideにも数話出演した。
2006年の6月24日、100m走で10秒72の45歳から49歳での世界記録を打ち立てた。
2011年11月8日、ウィリー・ゴールトの自宅に強盗が入り、スーパーボウルリングを盗んだ。同年12月、ロサンゼルスのダウンタウンにある宝石店で彼の盗まれたリングは見つかり、ゴールトの手に戻った。ビバリーヒルズにあるこの店のオーナーは、盗品を買った疑いで逮捕され、その後2万ドルの保釈金を払って釈放された。このとき、1983年の第17回スーパーボウルに優勝したワシントン・レッドスキンズのスーパーボウルリングも見つかっている。
53歳となった2014年4月19日、100mで11秒28の記録を出している。

## その他
- 1982年、1983年の100メートル走年間ランキング9位となっている。[7]
- ルーキーシーズンのパスキャッチ数、パスレシーブによる獲得ヤード数は、マイク・ディトカ、ハーロン・ヒルに次いでそれぞれチーム歴代3位となっている。またパスレシーブ獲得ヤードはベアーズでは歴代7位の3,650ヤード、1キャッチあたり19.8ヤードを稼いだ。[8][9]
- プレーオフで75ヤードのタッチダウンパスをベアーズ時代獲得している。これはチーム記録である。[10]
- 1988年カルガリーオリンピックのボブスレー代表に選ばれて出場している[11]。
- 1990年にジム・ソープ賞（複数のスポーツで活躍した選手に与えられる賞）を受賞した。